# Една Мей Купер
Една Мей Купер (англ. Edna Mae Cooper; 19 липня 1900 — 27 червня 1986) — американська акторка епохи німого кіно. В 50-тих з'явилася у пеплумі Сесіля Де Мілля «Десять заповідей». Разом з відомою льотчицею Боббі Траут встановила рекорд польоту на витривалість серед жінок. Дружина Карла Брауна.

## Біографія
Една Мей купер народилась 19 липня 1900 року у Балтиморі, штат Меріленд.
З 17 років знімалася в кіно, переважно у другорядних чи епізодичних ролях. Зіграла у п'яти німих фільмах Сесіля Де Мілля. У 1929 році з'явилася у двох короткометражках, після чого в її кар'єрі настало затишшя.
Наступного року Боббі Траут запросила її взяти участь у встановленні рекорду польоту на витривалість. Першу спробу жінки зробили 1 січня 1931, але вона не дістала успіху. Наступна спроба виявилася більш вдалою, і на літаку Curtiss Robin, названому «Lady Rolph», вони протрималися в повітрі 122 години 50 хвилин.
У 1956 році зіграла маленьку роль у одному з найвідоміших фільмів Сесіля Де Мілля «Десять заповідей».
Померла у віці 85 років у Вудленд-Гіллз в Каліфорнії.

## Приватне життя
У 1922 році взяла шлюб із оператором Карлом Брауном. Згодом її чоловік проявив себе як продюсер, сценарист та режисер. Разом вони були до самої смерті акторки у 1986 році.

## Фільмографія
- 1918: «Рімрок Джонс» / Rimrock Jones — Хейзел Хардвесті
- 1918: «Соус для гусака» / Sauce for the Goose — місіс Едіт Дарч
- 1919: «Чоловік, жінка і гроші» / Men, Women, and Money — міс Коте
- 1919: «Третій поцілунок» / The Third Kiss  — Ґвендолін Фінн
- 1920: «Навіщо міняти дружину?» / Why Change Your Wife — прислуга Гордон
- 1925: «Саллі, Ірен і Мері» / Sally, Irene and Mary — Меггі
- 1927: «Цар царів» / The King of Kings — в титрах не вказана
- 1928: «Порозмовляй із соболями» / Say It with Sables — покоївка
- 1956: «Десять заповідей» / The Ten Commandments — жінка при дворі